# Monghidoro
Die Gemeinde Monghidoro liegt an der Staatsstraße zum Futapass und ist die letzte Gemeinde der Metropolitanstadt Bologna im Savena-Tal, 41 Kilometer südlich von Bologna in Italien. Sie hat 3873 Einwohner (Stand 31. Dezember 2023). Durch das Gemeindegebiet fließt der Fluss Idice.

## Geschichte
Die Geschichte Monghidoros geht zumindest bezüglich des Ortsnamens auf die Zeit der Ostgoten, der Byzantiner, der Langobarden und deren Plünderungen in Italien zurück. Ungefähr vor dreizehn Jahrhunderten ließen sich hier gotische Volksstämme nieder. Der Ortsname, von späteren Generationen als Mons Gothorum (=Berg der Goten) bezeichnet, erklärt sich daher als Monghidoro. 
1246 wurde der Name für das Schloss oder die Freiburg in Scaricalasino geändert (die Bedeutung dieses Namens ist Entlaste den Esel). Er wurde so umbenannt, weil die Lasttiere sich wegen der Steigung zwischen Roncastaldo und dem Dorf hier ausruhen mussten. Nach dem Abladen der Traglasten mussten die Eseltreiber wegen der Zollforderungen zwischen dem Großherzogtum Toskana und dem Kirchenstaat ihre Zollpflichten erfüllen. 
1528 ließ der bekannte Führer Armaciotto de Ramazzotti, als Ramazzotto bekannt, sein zentral gelegenes Gebäude in das Kloster der Olivetaner San Michele ad Alpes umwandeln, das fast drei Jahrhunderte lang zum religiösen, amtlichen, politischen und sozial wichtigsten Zentrum wurde. 
1751 übernachtete hier aus Anlass seiner lokalen Missionen der Abt Leonardo da Porto Maurizio, der sogar 20.000 Fromme versammeln konnte. 1806 ersetzte der Titel von St. Maria, der schon ab dem 12. Jahrhundert in der Friedhofspfarrei in Gebrauch war, den von Sankt Michael. 
Um 1870 wurden wegen Absturzgefahr sowohl der Glockenturm als auch die Fassade mit Zugang zur Kirche abgebrochen, um eine Verbreiterung der Fahrspur zu gewinnen. So entstand an der Piazza Ramazzotti die aus der Kirche St. Maria mit dem Glockenturm vom Brighenti bestehende Bauanlage. 
Die Kirchenanlage war im September 1944 teilweise zerstört worden und wurde danach vollkommen abgetragen.
Der bekannte italienische Schriftsteller Giordano Berti nannte Monghidoro die „Kreuzung Europas“, da der Ort jahrhundertelang ein notwendiger Durchgangspunkt zwischen der Po-Ebene und Mittelitalien war.

## Söhne und Töchter der Stadt
- Gianni Morandi (* 1944), italienischer Sänger und Schauspieler